# نهفته در اعماق (فیلم)
نهفته در اعماق (به انگلیسی: What Lies Below) فیلمی محصول سال ۲۰۲۰ و به کارگردانی برادن آر. دوملر است. در این فیلم بازیگرانی همچون اما هوروات، مینا سوواری و تری تاکر ایفای نقش کرده‌اند.